# Dacnusa austriaca
Dacnusa austriaca är en stekelart som först beskrevs av Fischer 1961.  Dacnusa austriaca ingår i släktet Dacnusa och familjen bracksteklar. Arten är reproducerande i Sverige. Inga underarter finns listade i Catalogue of Life.